# JR 타워

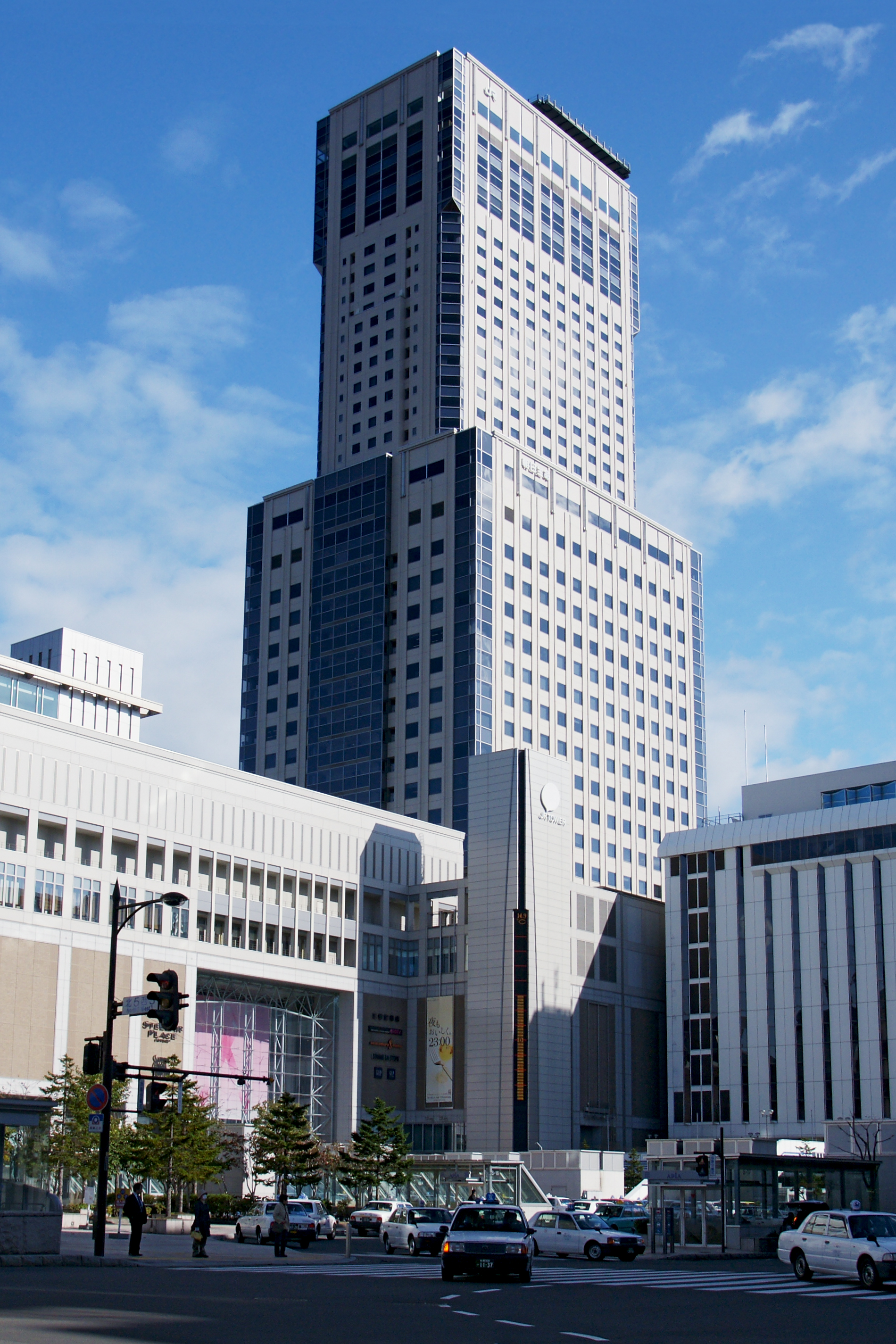

JR 타워(일본어: JRタワー)는 일본 홋카이도 삿포로시 주오구에 있는 역사, 복합 상업 시설, 마천루이다. 삿포로역에 위치하고 있으며 높이 173m, 38층짜리 건물이다. JR 타워 내에는 삿포로 스텔라 플레이스, 다이마루 백화점 삿포로점, JR 타워 호텔 니코 삿포로 등의 상업시설과 업무시설이 위치해있다. 또한, 주차장과 전망대, 헬리포트도 위치해있다. 삿포로시에서 가장 높은 건물이다.

## 사진

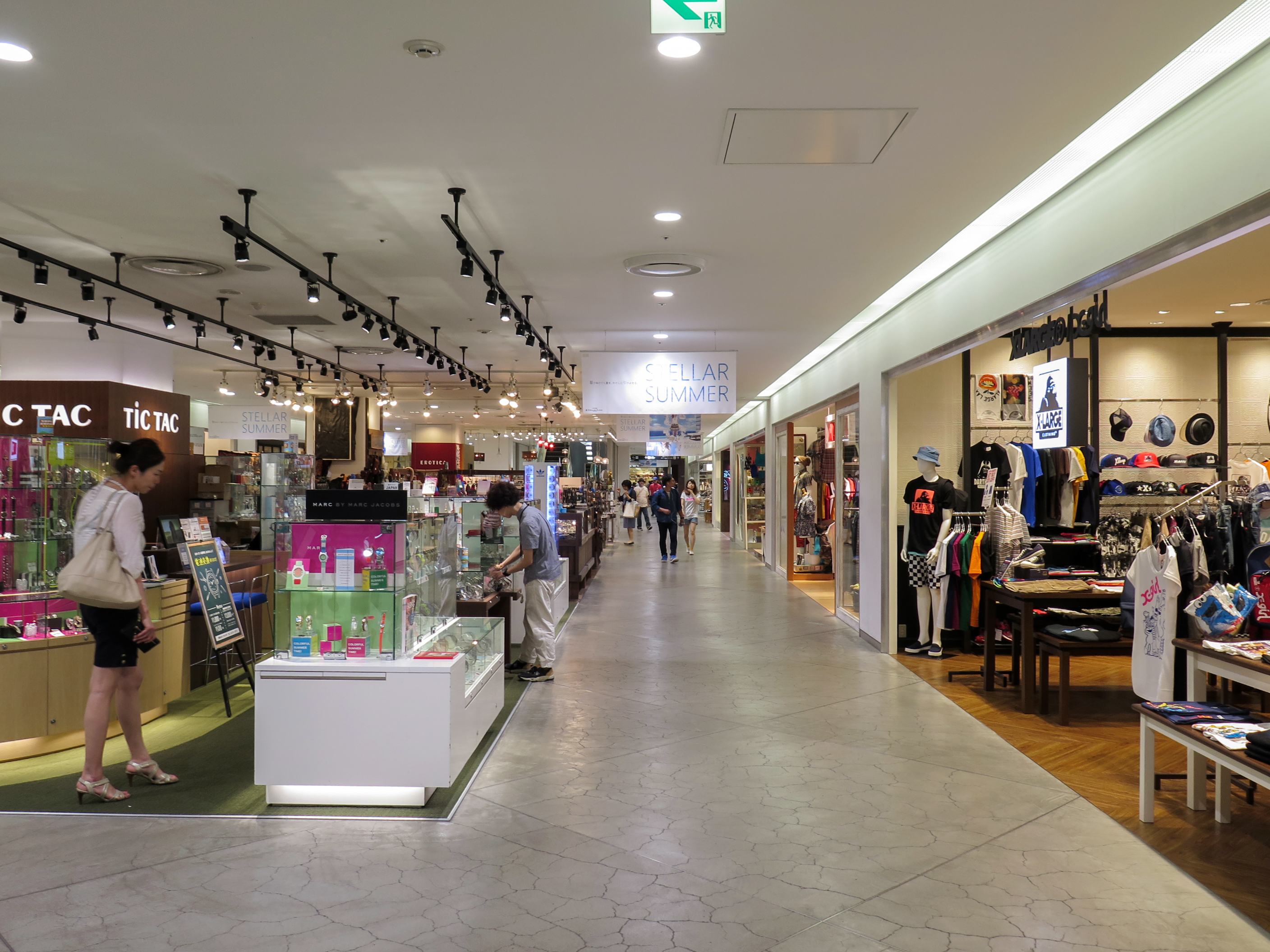
스텔라 플레이스 내부
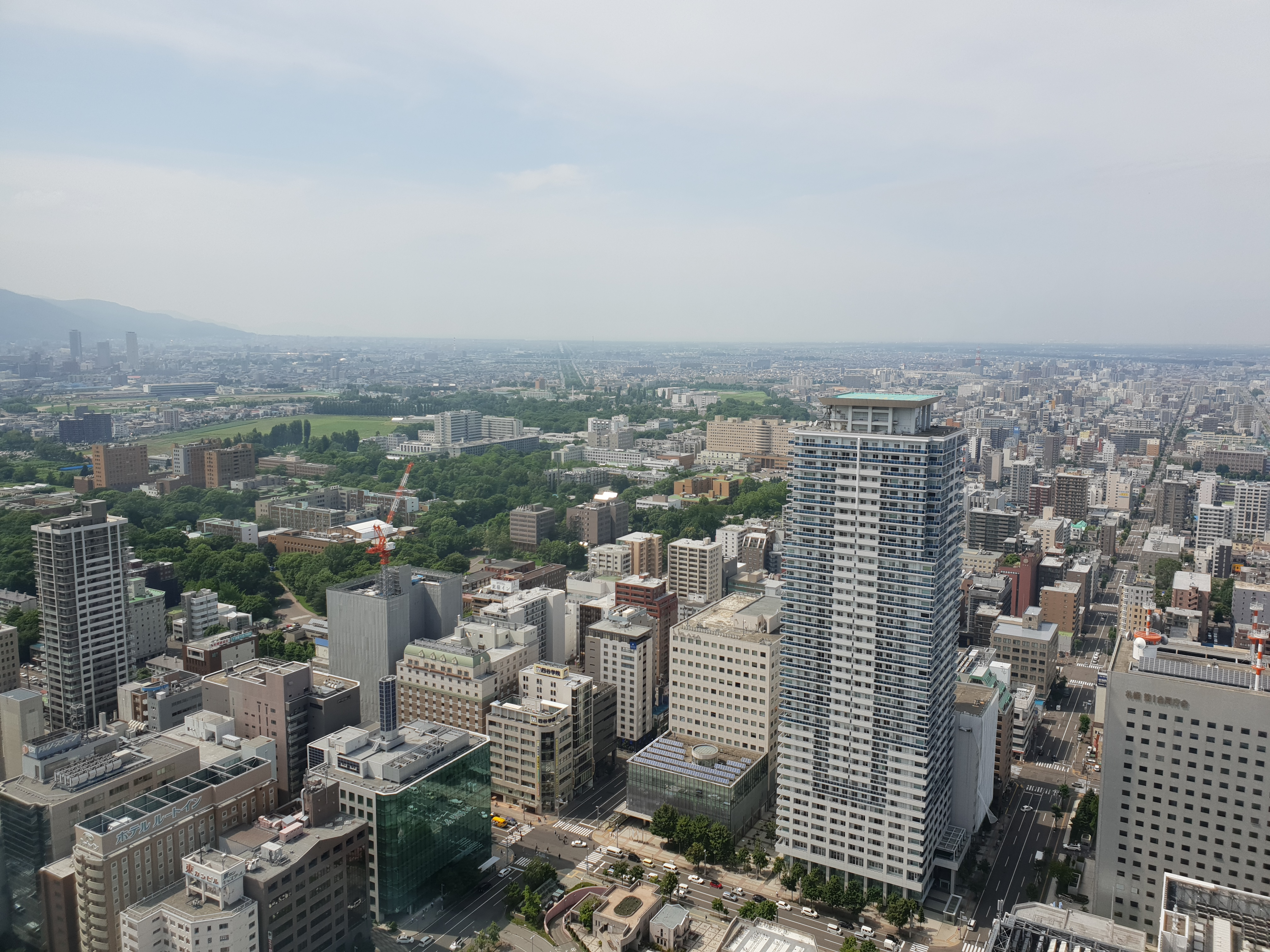
2018년 7월 JR 타워에서 바라본 삿포로 시내 (우측 : 홋카이도 대학교)